# Transnormale Funktion
In der Mathematik spielen transnormale Funktionen insbesondere im Zusammenhang mit isoparametrischen Flächen (mit nur der Richtung nach verschiedenen Parametern) eine Rolle.

## Definition
Es sei {\displaystyle M} eine Riemannsche Mannigfaltigkeit. Eine zweimal stetig differenzierbare Funktion {\displaystyle f\colon M\to \mathbb {R} } heißt transnormal, wenn es eine zweimal stetig differenzierbare Funktion {\displaystyle b\colon \mathbb {R} \to \mathbb {R} } mit
{\displaystyle |\nabla f(x)|^{2}=b(f(x))}
für alle {\displaystyle x\in M} gibt. Dabei bezeichnet {\displaystyle \nabla f} den Gradienten von {\displaystyle f} und {\displaystyle |\cdot |} die mittels der Riemannschen Metrik definierte Norm.

## Eigenschaften
- Die Niveaumengen einer transnormalen Funktion sind Parallelflächen, d. h. sie haben konstanten Abstand.

- Wenn {\displaystyle f} nach unten oder oben beschränkt ist, dann sind die Niveaumengen des globalen Minimums bzw. Maximums Untermannigfaltigkeiten. (Sie werden als Fokalmannigfaltigkeiten {\displaystyle V_{-}} bzw. {\displaystyle V_{+}} bezeichnet.)

- Die Niveaumengen regulärer Werte sind Sphärenbündel über den Fokalmannigfaltigkeiten.

- Transnormale Funktionen auf {\displaystyle S^{n}} oder {\displaystyle \mathbb {R} ^{n}} sind isoparametrisch.

## Beispiele
- Sei {\displaystyle M=S^{n}\subset \mathbb {R} ^{n+1}} die Standard-Sphäre und {\displaystyle f} die Einschränkung des homogenen Polynoms {\displaystyle x_{1}^{2}+\ldots +x_{r}^{2}-x_{r+1}^{2}-\ldots -x_{n+1}^{2}} auf {\displaystyle S^{n}}. ({\displaystyle 1<r<n+1}) Dann ist {\displaystyle f^{2}} eine transnormale Funktion. Die Fokalmannigfaltigkeit {\displaystyle V_{+}} ist in diesem Fall die Vereinigung zweier Sphären der Dimensionen {\displaystyle r-1} und {\displaystyle n-r-1}.
- Sei ebenfalls {\displaystyle M=S^{n}} die Standard-Sphäre und für einen Punkt {\displaystyle p\in S^{n}} sei {\displaystyle \theta (p)} der Abstand zwischen {\displaystyle p} und dem Nordpol (auf der Sphäre, mit anderen Worten: der Winkel im Nullpunkt zwischen {\displaystyle p} und dem Nordpol). Dann definiert {\displaystyle f(p)=\cos \theta (p)} eine transnormale Funktion {\displaystyle f\colon S^{n}\to \left[-1,1\right]}, deren Fokalmannigfaltigkeiten der Nordpol und der Südpol sind.
- Sei {\displaystyle T^{2}=\left\{(x,y,z)=((R+r\cos \theta )\cos \phi ,(R+r\cos \theta )\sin \phi ,r\sin \theta )\right\}\subset \mathbb {R} ^{3}} ein Rotationstorus, ({\displaystyle 0<r<R}). Dann ist {\displaystyle f(x,y,z)=z} eine nach oben und unten unbeschränkte transnormale Funktion.